# 이인호 (1833년)
이인호(李寅顥, 1833년 8월 27일 ~ 1881년 7월 11일)은 조선 후기의 무신, 군인이다. 자(字)는 윤백(允伯), 호는 만성(晩醒)이다. 다른 이름은 이인호(李寅灝)이다. 왕조실록이나 승정원일기에는 등장하지 않으나 삼척시와 성주군의 향토지에 이름이 나타난다.
1833년(순조 33) 8월 27일 강원도 삼척군 근덕면에서 태어났으며, 행용양위부호군으로 한성부좌윤에 추증된 이병조(李秉祚)의 둘째 아들이고 백령도진관과 해주조이포만호를 지낸 이계철(李啓喆)은 그의 삼촌이 된다.
1862년(철종 13) 무과에 급제, 경상도 성주독용산성소모별장(禿用山城召募別將)과 독용산성별장(禿用山城別將)을 역임했다. 그의 행적은 문헌에 나타나지 않았으나 1867년 경상도 암행어사 박선수가 조정에 보고한 무관들 근무 실적평가 보고 장계에 이름이 언급됨으로써 실존여부가 확인되었다. 1876년(고종 13) 중시(重試)에 합격, 당상관으로 승진하고 가선대부동지중추부사 겸 창덕궁위장에 이르렀다. 1881년(고종 18) 7월 11일에 사망하였다.
묘소는 강원도 삼척군 근덕면 광태리 신평(新坪)의 이씨곡(李氏谷) 언덕 신좌(申坐)에 있다.

## 가족 관계
- 부인 : 김해김씨(1832년 9월 14일 ~ 1886년 6월 8일), 김응완(金應完)의 딸

## 같이 보기
- 독용산성

## 참고 문헌
- 일성록
- 삼척군지
- 성주읍지